# مقاطعة أوبواسي المحلية
مقاطعة أوبواسي المحلية (بالإنجليزية: Obuasi Municipal District)‏ هي district of Ghana تقع في غانا في أوبواسي. يقدر عدد سكانها بـ — نسمة .